# 彼得堡縣
彼得堡縣（英語：Peterborough County）是加拿大安大略省南部一個地方行政區，其行政範圍包括八個鎮和鄉。彼得堡縣西接卡沃薩湖市，北鄰哈利伯頓縣，東及黑斯廷斯縣，南臨諾森伯蘭縣。
彼得堡縣的縣治設於彼得堡市，而彼得堡市和彼得堡縣亦屬於同一個人口普查區；然而，彼得堡市卻是一個獨立於彼得堡縣的分割行政區（separated municipality），兩者在行政上互不相干。彼得堡縣的面積有3847.44平方公里，據2011年人口普查有134933名居民（連同彼得堡市在内）。
此帶於1838年成為科爾伯恩區（District of Colborne），到1850年脫離該區成為彼得堡縣；哈利伯頓縣和維多利亞縣（即現卡沃薩湖市）則於1862年脫離彼得堡縣。

## 轄區
- 阿斯佛德爾－諾伍德鄉（Township of Asphodel-Norwood）
- 卡芬－莫納漢鄉（Township of Cavan-Monaghan）
- 杜羅－德默鄉（Township of Douro-Dummer）
- 哈維洛克－貝蒙特－梅蘇恩鄉（Township of Havelock-Belmont-Methuen）
- 北卡沃薩鄉（Township of North Kawartha）
- 奧托納比－南莫納漢鄉（Township of Otonabee-South Monaghan）
- 塞爾溫鄉（Selwyn Township）
- 特倫特湖自治市（Municipality of Trent Lakes）

## 人口數據
歷年人口：
- 2001年：125,856
- 1996年：123,448

## 外部連結
- （英文）彼得堡縣官方網站 （页面存档备份，存于）